# Silvio L. Ruggieri
Silvio L. Ruggieri (La Plata, 27 de septiembre de 1888- Buenos Aires, 22 de junio de 1947) fue un periodista, escritor y político argentino. Sirvió tres mandatos como diputado nacional (1932-1936, 1936-1940, y 1940-1943) en representación del Partido Socialista. Además fue fundador del periódico Germinal y de diversos libros. Se destacó como uno de los principales impulsores del sufragio femenino en la Argentina. 

## Biografía
Silvio L. Ruggieri nació en la ciudad de La Plata, el 27 de septiembre de 1888, en el seno de la familia de Guerino y Catalina Callegari, una familia de inmigrantes italianos, ambos de la región de la Lombardía, residentes en la Argentina. 
Ruggieri fue durante ocho años concejal en el municipio de Dolores, luego sirvió como diputado ante la Legislatura de la Provincia de Buenos Aires. En marzo de 1930, fue candidato a diputado nacional por la Capital Federal pero no fue electo. 
En noviembre de 1931, Ruggieri fue electo como diputado nacional por el Partido Socialista. Asumió su mandato en febrero de 1932, siendo reelegido en 1936 y en 1940, aunque su mandato que se extendía hasta 1944 fue cortado debido al golpe de Estado del 4 de junio de 1943. En 1934, Ruggieri actuó como convencional constituyente en la Convención reformadora de la Constitución de la Provincia de Buenos Aires.
Durante su mandato como diputado nacional, Ruggieri presentó un proyecto de ley para que se legalizara el sufragio femenino. Tal proyecto fue presentando en colaboración con la bancada del Partido Socialista y los de la bancada del Partido Socialista Independiente, como Fernando de Andreis. El proyecto fue aprobado por la Cámara de Diputados, pero fue rechazado por la Cámara de Senadores.
En 1946, Ruggieri fue candidato a diputado nacional por la Capital Federal, en apoyo de la Unión Democrática, pero no resultó electo. 
Ruggieri falleció en la Ciudad de Buenos Aires, el 22 de junio de 1947, a la corta edad de 58 años. 

## Homenajes
Una calle del barrio porteño de Palermo lleva su nombre. 